# Колумбія (округ, Джорджія)
33°33′ пн. ш. 82°16′ зх. д. / 33.55° пн. ш. 82.26° зх. д.
Округ Колумбія (англ. Columbia County) — округ (графство) у штаті Джорджія, США. Ідентифікатор округу 13073.

## Історія
Округ утворений 1790 року.

## Демографія
За даними перепису
2000 року
загальне населення округу становило 89288 осіб, зокрема міського населення було 65673, а сільського — 23615.
Серед мешканців округу чоловіків було 43630, а жінок — 45658. В окрузі було 31120 домогосподарств, 25348 родин, які мешкали в 33321 будинках.
Середній розмір родини становив 3,18.
Віковий розподіл населення поданий у таблиці:
| Стать    | До 15 років | 15-21 | 22-29 | 30-39 | 40-49 | 50-65 | 65-85 | Понад 85 |
| -------- | ----------- | ----- | ----- | ----- | ----- | ----- | ----- | -------- |
| Чоловіки | 11112       | 4585  | 3491  | 6822  | 7683  | 7006  | 2731  | 200      |
| Жінки    | 10584       | 4249  | 3809  | 7622  | 8417  | 6778  | 3616  | 583      |

## Суміжні округи
- Маккормік, Південна Кароліна — північ
- Еджфілд, Південна Кароліна — північний схід
- Річмонд — південний схід
- Макдаффі — захід
- Лінкольн — північний захід

## Виноски
1. ↑  U.S. Decennial Census. United States Census Bureau. Архів оригіналу за 26 квітня 2015. Процитовано 20 червня 2014.
2. ↑  Historical Census Browser. University of Virginia Library. Архів оригіналу за 31 березня 2016. Процитовано 20 червня 2014.
3. ↑  Population of Counties by Decennial Census: 1900 to 1990. United States Census Bureau. Архів оригіналу за 2 лютого 2019. Процитовано 20 червня 2014.
4. ↑  Census 2000 PHC-T-4. Ranking Tables for Counties: 1990 and 2000 (PDF). United States Census Bureau. Архів оригіналу (PDF) за 18 грудня 2014. Процитовано 20 червня 2014.
5. ↑  State & County QuickFacts. United States Census Bureau. Архів оригіналу за 2 липня 2011. Процитовано 20 червня 2014.(англ.) Наведено за англійською вікіпедією.
6. ↑  American FactFinder. Бюро перепису населення США. Архів оригіналу за 29 липня 2011. Процитовано 31 січня 2008.

| США | Це незавершена стаття з географії США. Ви можете допомогти проєкту, виправивши або дописавши її. |